# Division II (zeilplank)
Voor de Olympische zeilwedstrijden van 1988 in Pusan werd de Division II zeilplank geïntroduceerd. Evenals zijn voorganger de Windglider voerde de Division II een grootzeil van 6,7m². De plank had een rondebodem waardoor de plank moeilijk te zeilen was maar het zeer goede zeileigenschappen had in licht- tot middenweer.
De zeilplanken werden tijdens de spelen door de organisatie ter beschikking gesteld. Mast en zeilen werden eenmalig toegewezen. De planken werden dagelijks herverdeeld onder de deelnemers.

## Uitslagen Olympische Spelen[2]
| Jaar | Locatie   | Goud              | Zilver          | Brons                |
| ---- | --------- | ----------------- | --------------- | -------------------- |
| 1988 | KOR Pusan | NZL Bruce Kendall | AHO Jan Boersma | USA Michael Gebhardt |